# Proguanil
Proguanil (chlorguanide, chloroguanide) is een profylactisch antimalariamiddel. Proguanil is effectief tegen sporozoieten. Het doodt de malariaparasieten in de lever. Vanwege toename van resistentie wordt het geneesmiddel gecombineerd met  atovaquon. In Nederland werd in 94% van de voorschriften voor malariaprofylaxe gebruik gemaakt van deze combinatie.
De stof is opgenomen in de lijst van essentiële geneesmiddelen van de WHO.

## Mechanisme
Het werkt door het stoppen van de malariaparasieten Plasmodium falciparum en Plasmodium vivax, zodra deze zich in de rode bloedcellen bevinden. Het doet dit door het remmen van het enzym dihydrofolaatreductase. Dit enzym is de belangrijkste koolstofeenheid-vervoerder in het lichaam.

## Bijwerkingen
Proguanil wordt over het algemeen goed verdragen en de meeste mensen ervaren geen bijwerkingen. Vaak voorkomende bijwerkingen zijn onder meer buikpijn, misselijkheid, hoofdpijn en koorts. Het gebruik van proguanil met voedsel kan deze bijwerkingen verminderen. Proguanil mag niet worden ingenomen door mensen met een ernstige nierfunctiestoornis, zwangere vrouwen of vrouwen die borstvoeding geven aan kinderen van minder dan 5 kg. Er zijn ook meldingen geweest van verhoogde leverenzymen, die tot 4 weken na voltooiing van de behandeling hoog kunnen blijven.